# Via Lata
La Via Lata è quel tratto della via Flaminia che in Roma andava dalla porta Fontinalis delle Mura serviane, alla porta Flaminia delle Mura aureliane, nome attestato anche in due iscrizioni. Il nome compare associato alla regio VII all'interno dei Cataloghi regionari.
La strada (come la parte meridionale dell'area) continuò a mantenere tale definizione durante il periodo medievale, e da essa presero nome una serie di chiese costruite lungo la strada (San Marcello, Santa Maria in Via Lata) o nelle immediate vicinanze (San Marco, Santi Filippo e Giacomo, xenodochium Vilisarii).
Sulla via Lata si ergevano quattro Archi Trionfali, ossia l'Arco di Domiziano, l'Arco di Diocleziano, l'Arco di Claudio e quello di Marco Aurelio, i cui resti furono demoliti entro il XV secolo per rettificarne il percorso.
Dal 1466 è nota come via del Corso, perché Paolo II ne fece la sede della "corsa dei Barberi", il principale evento del carnevale romano. Il nome via Lata è così rimasto limitato alla breve strada che, tra Santa Maria in Via Lata e palazzo de Carolis, va dal Corso a piazza del Collegio Romano.

## Galleria d'immagini

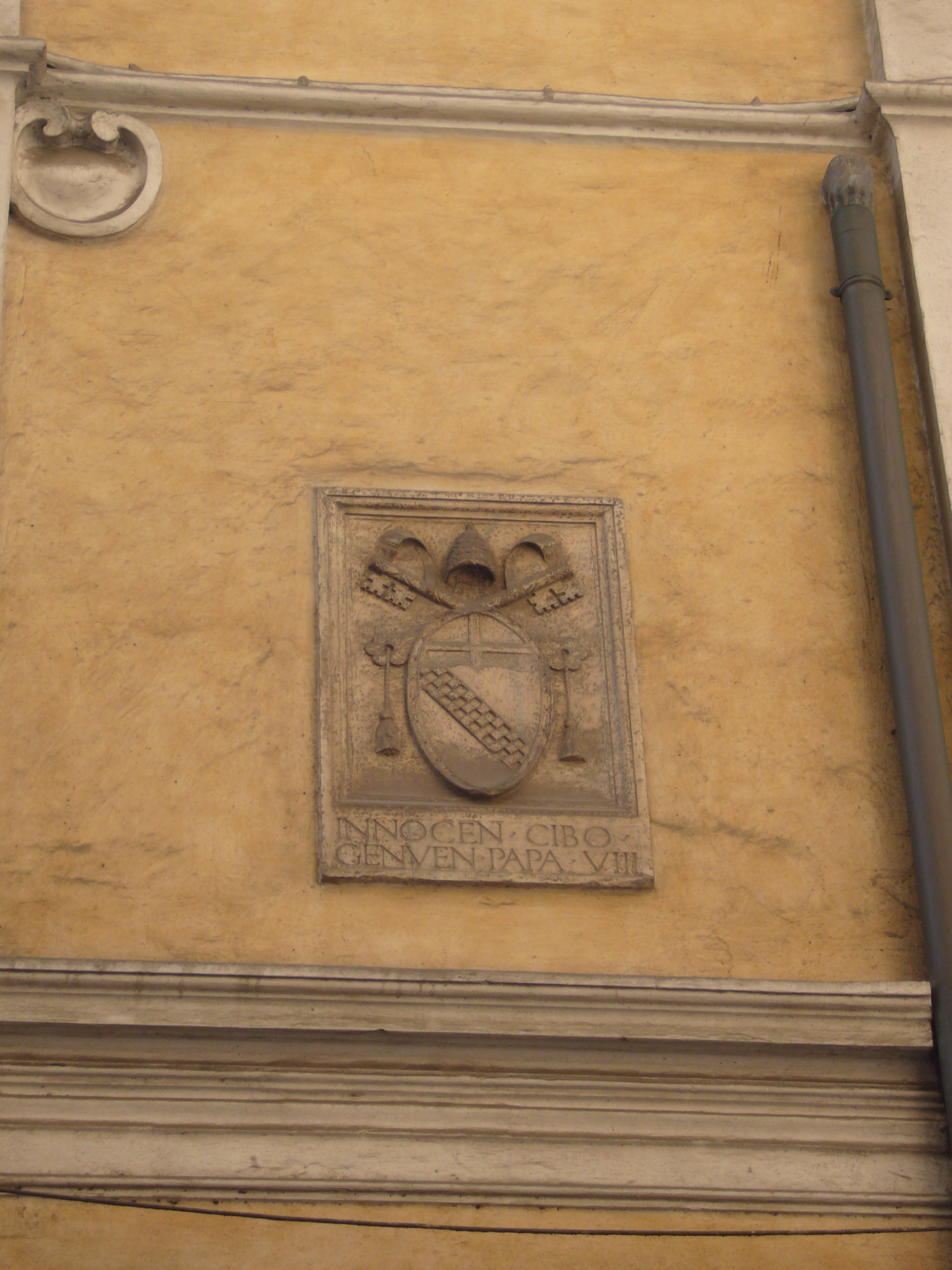
stemma di Innocenzo VIII Cybo, che rifece la chiesa di s. Maria in via Lata nel 1492, sul fianco destro della chiesa, prospiciente la via Lata
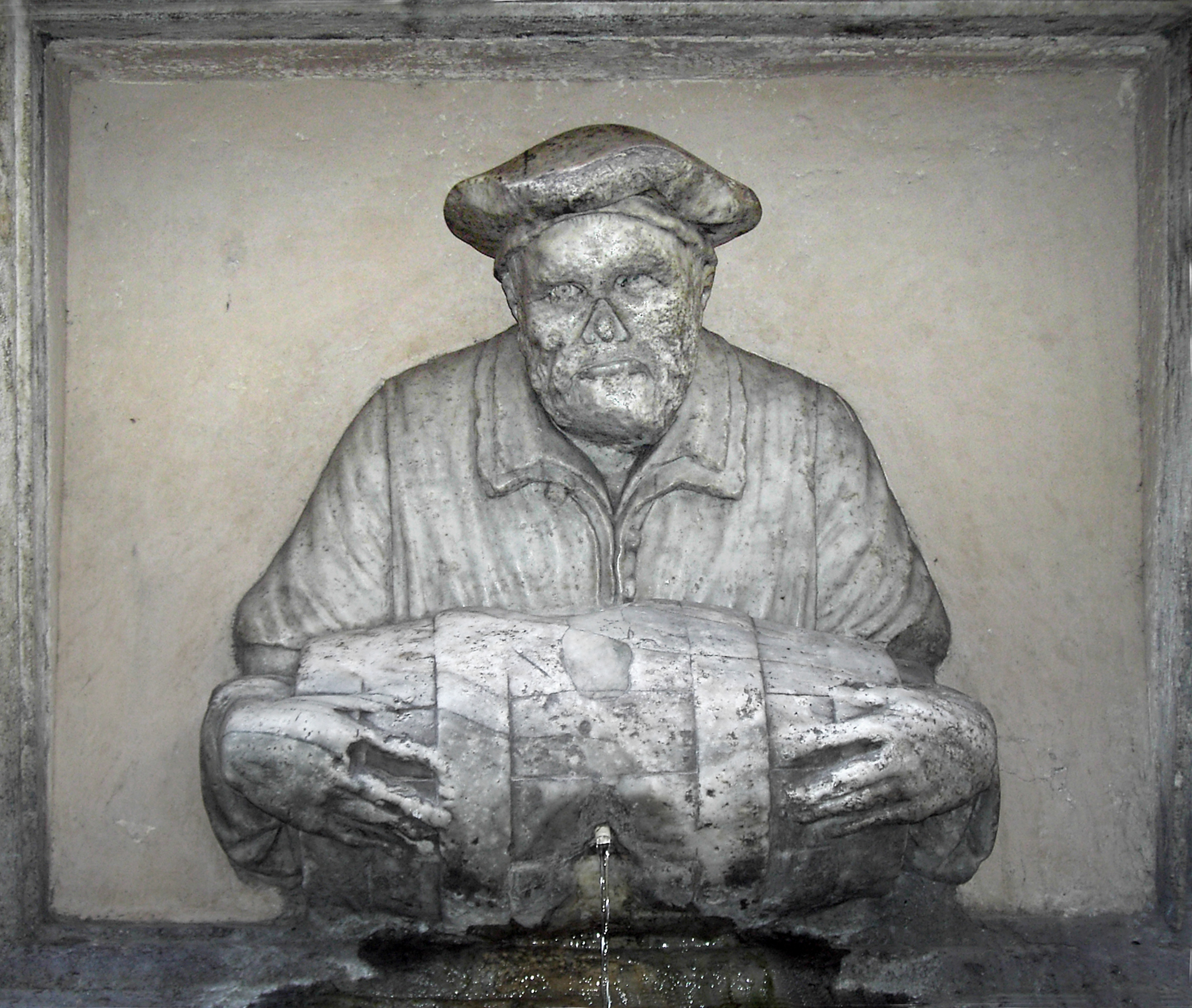
Fontana del Facchino a via Lata
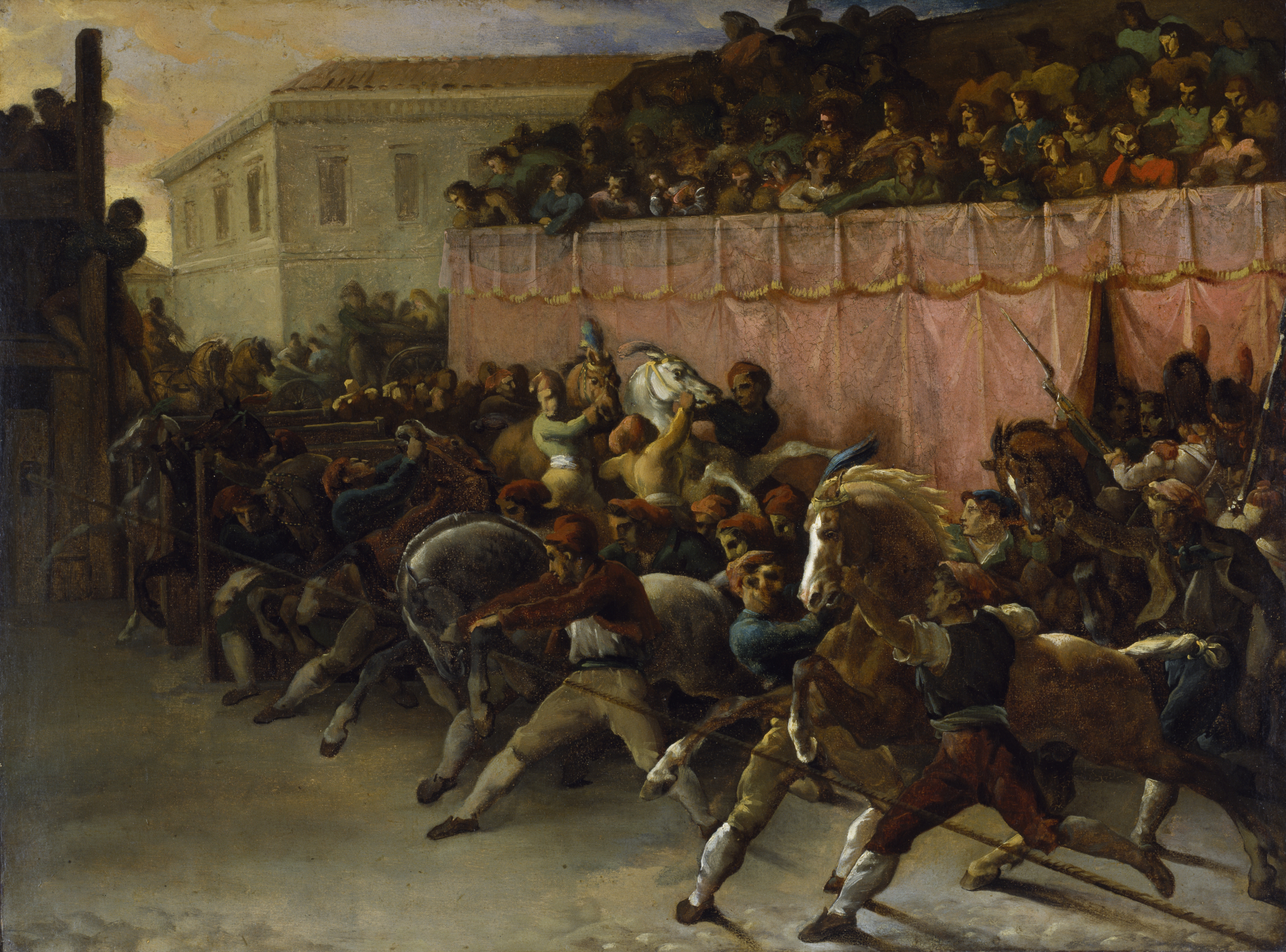
Partenza della corsa dei Barberi nel 1818 (la via era già del Corso), in un dipinto di Théodore Géricault